# Liegeradtandem

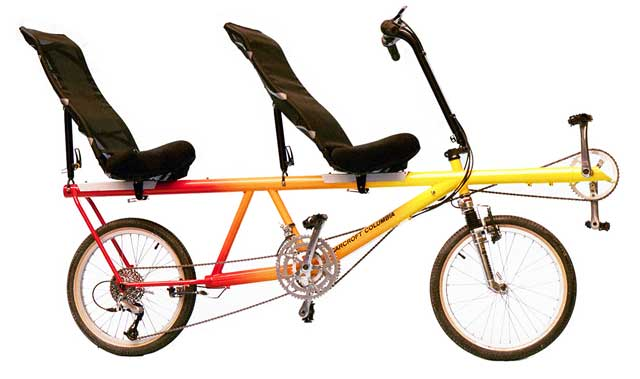
Liegetandem Barcroft Columbia

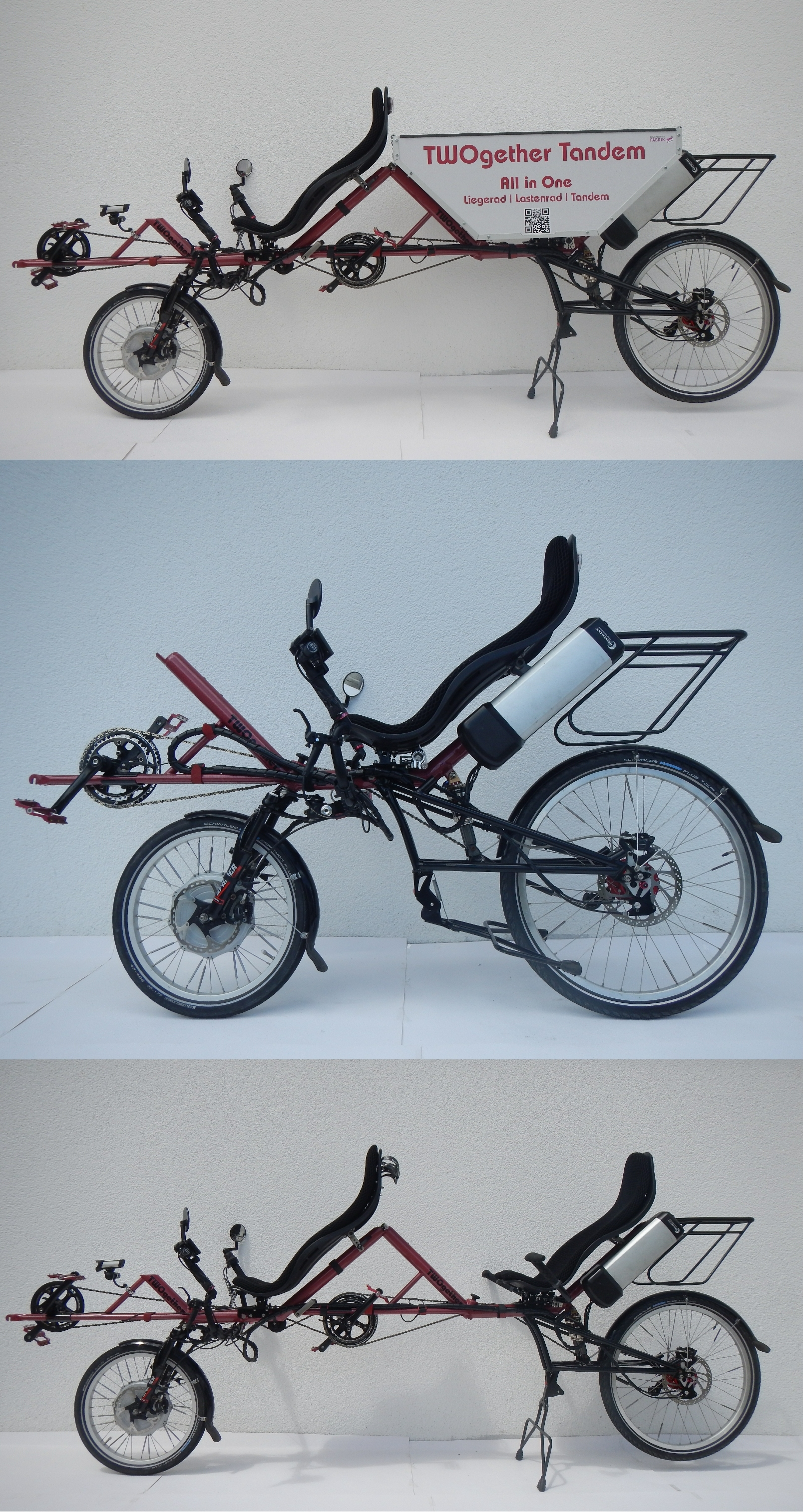
Umbaubares Liegeradtandem TWOgether

Liegetandems oder Liegeradtandems sind Liegeräder für zwei Fahrer. Der Rahmen ist aus Transportgründen oft teilbar.
Die meisten Liegeradtandems werden als Kleinserien in Manufakturarbeit hergestellt oder sind Eigenbauten.
Vergleichsweise kompakt sind Rücken-an-Rücken-Tandems (auch Janus-Tandem), bei denen der hintere Fahrer nach hinten schaut. Diese Sitzanordnung wird häufig mit separaten Antrieben kombiniert, sodass jeder Fahrer ein Laufrad antreibt, seine eigene Schaltung hat und mit seiner individuellen Trittfrequenz pedalieren kann. Der Frontantrieb ist wegen der Lenkung des vorderen Laufrads eine gewisse technische Herausforderung. Lösbar ist sie, indem wahlweise nach dem Prinzip des Knicklenkers der gesamte Antrieb samt Kurbel und Kette mitlenkt oder indem die Kette an der Lenkachse entlanggeführt wird und dort beim Lenken tordiert wird (siehe Zweirad mit Frontantrieb).
Wie beim Liegerad gibt es unterschiedliche Sitzhöhen und Sitzpositionen, von sehr niedrig und flach für den sportlichen Einsatz bis hin zu einer Haltung mit nur leicht zurückgeneigtem Rücken (wie beim Sesselrad).

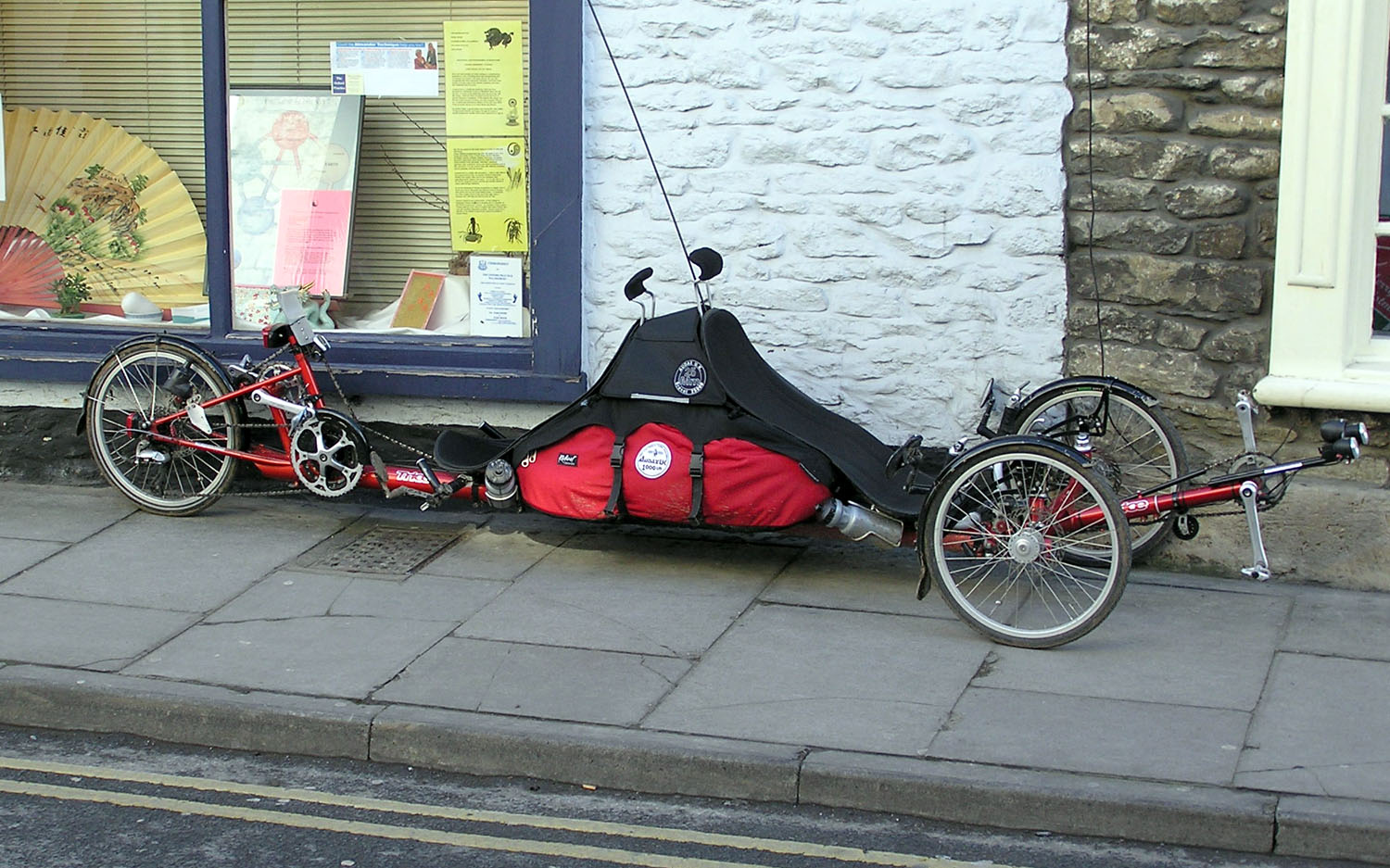
Liegedreiradtandem

Die Kombination aus Liegeradtandem und Liegedreirad nennt man Liegedreiradtandem.